# Hobart B. Bigelow

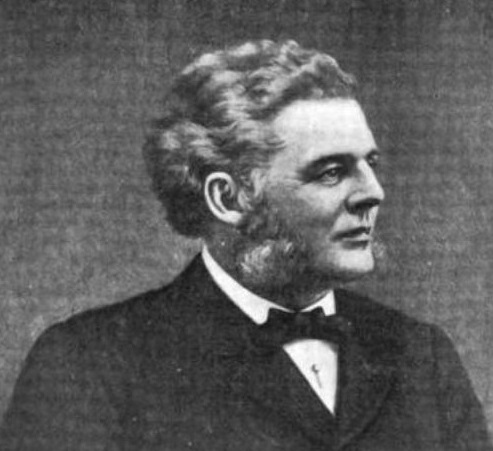
Hobart B. Bigelow

Hobart Baldwin Bigelow (* 16. Mai 1834 in North Haven, Connecticut; † 12. Oktober 1891 in New Haven, Connecticut) war ein US-amerikanischer Politiker und von 1881 bis 1883 Gouverneur des US-Bundesstaates Connecticut. Er war Mitglied der Republikanischen Partei.

## Frühe Jahre und politischer Aufstieg
Hobart Bigelow besuchte die South Egremont Academy in Massachusetts, verließ aber die Schule früher, um eine Ausbildung zum Mechaniker anzufangen. Er wurde ein erfolgreicher Geschäftsmann und ein führender Hersteller von Erhitzern und Schwermaschinen. 1861 kaufte er die Bigelow Manufacturing Company, die später unter dem Namen H.B. Bigelow & Co. ihre Geschäfte führte. Bigelow war sein ganzes Leben lang der Präsident der Gesellschaft. Er begann seine politische Karriere als Gemeinderatsmitglied von New Haven, ein Amt, das er zwischen 1863 und 1876 innehatte. Ferner war er 1875 Mitglied des Repräsentantenhauses von Connecticut sowie zwischen 1879 und 1881 Bürgermeister von New Haven.

## Gouverneur von Connecticut
Er wurde am 2. November 1880 zum Gouverneur von Connecticut gewählt und am 5. Januar 1881 vereidigt. Während seiner Amtszeit wurde die Storrs Agricultural School gegründet und die Besteuerung auf Lebensversicherungen der Versicherungsgesellschaften etwas beschnitten. Per Gesetz wurden irreführende Verfahren zur Wahlregistrierung untersagt; ferner wurden größere Betriebe dazu verpflichtet, Feuerleitern anzubringen. Bigelow verließ am 3. Januar 1883 sein Amt und zog sich vom öffentlichen Dienst zurück.
Hobart B. Bigelow verstarb am 12. Oktober 1891 und wurde auf dem Evergreen Cemetery in New Haven beigesetzt. Er war mit Eleanor Lewis verheiratet. Das Paar hatte vier gemeinsame Kinder.